# Ярмарок вишиванок в Коломиї
Ринок вишиванок — торговельний комплекс в місті Коломия, куди з'їжджаються торгувати майстри декоративно-прикладного мистецтва з Гуцульщини, Покуття та Опілля. Одні продають в критих рядах, інші стоять просто неба. Пліч-о-пліч з іншими майстринями вони тримають у руках свої вишивані вироби: на шиї висять крайки та намиста, в одній руці сорочки чоловічі, в іншій — жіночі.

## Історія
Мистецтво вишивання в Україні іде коренями в глибину століть. Коломийські землі були густонаселеними племенами трипільців. Трипільські жінки рясно декорували вбрання розписом, вишивкою та аплікаціями. На жаль, самі тканини не дійшли до нас. В наш час на ринку можна знайти сорочки з орнаментами трипільської культури. Найвідоміший мотив — «кривульки» або «нескінченник». Історики не заперечують, що вишивальне мистецтво на теренах України виникло ще за кам'яної доби. Археологічні знахідки доби палеоліту, зокрема біля с. Мізина на Чернігівщині, засвідчують наявність вишивки в прадавні часи. У похованнях перших століть нашої ери, зокрема в кургані Соколова Могила, відкритому біля села Ковалівка, Миколаївської області, археологом Г. Ковпаненком, знайдено залишки вовняного одягу, оздобленого різнокольоровою вишивкою.
При радянській владі вишиванка перестала бути актуальною і припорошилась у шафах українців. Проте нещодавно одяг з елементами вишивки знову набув неабиякої популярності.

## Сьогодення
Основною причиною виникнення такого феномену, як Коломийський нічний базар вишиванок, стало поєднання кількох факторів: перманентна криза в регіоні — масове викидання працездатного населення на вулицю, давні та усталені традиції народного рукоділля, велика частка підприємливих, талановитих та ініціативних людей в околицях неофіційної столиці Гуцульщини. Хтось ішов торгувати, хтось їхав на заробітки в далекі краї, а хтось брався виготовляти в домашніх умовах нехитрий крам ручною працею і нести на Торговицю для реалізації. Вишиванки завжди продавалися на коломийських ринках. Згодом утворився неофіційний та невпорядкований базарчик, паралельний до Торговиці, де активне місцеве жіноцтво продавало свій власноруч виготовлений крам. Так починав формуватися  нічний  ринок вишивки, який довгий час функціонував прямо на проїжджій частині дороги біля входу на коломийську Торговицю.
…Українські підприємства закривалися, імпортний товар низької якості наповнював країну і з традиційних базарів витісняв місцеву  продукцію. Так і на міській  Торговиці у певний час не вистачало місця для продажу місцевої сільськогосподарської та тваринницької продукції. Для задоволення потреб населення саме  в цьому напрямку місцевий підприємець В. М. Шевчук  біля старої ярмаркової площі збудував і відкрив спеціалізований ринок «Коломийський колос» для продажу продукції з села і для села. А пізніше, поки адміністрація Торговиці «спала», перетягнув всю торгівлю, яка стосувалася вишивки, до себе на територію, запропонувавши людям низькі тарифи та певні зручності. Таким чином, для міста було розв'язано проблему ліквідації хоча б одного місця невпорядкованої торгівлі. Так народився єдиний в Україні  спеціалізований нічний ярмарок вишивки.
За радянських часів на Коломийщині працювали структурні ланки Головхудпрому — Коломийські фабрики «Рози Люксембург» та ім. Сімнадцятого Вересня, Косівське художньо-виробниче об'єднання «Гуцульщина», Вижницька фабрика ім. Федьковича. Крім того, в Коломиї існували досить потужні підприємства легкої промисловості: швейна, ткацька, гардинна та взуттєва фабрики. В Коломийській окрузі в часи СРСР було кілька фабрик, що займались випуском сувенірної продукції з елементами декоративно-прикладного мистецтва. Також в сусідніх містечках діють навчальні заклади мистецького профілю, що вже мають більш як столітню історію. Там і сьогодні вивчають мистецтво вишивання теоретично та опановують різні техніки цього рукоділля практично. Це — Вижницький коледж прикладного мистецтва та Косівський державний інститут прикладного та декоративного мистецтва. Окрема і дуже важлива сторона у створенні та діяльності цього базару лежить на львів'янах. Адже, на початках існування цього базару дуже велика частина продукції виготовленої коломийськими умільцями йшла в столицю Галичини.

## Призначення
Ринок вишивки в Коломиї працює щочетверга. Площа є досить маленькою та займає лише 3 тисячі квадратних метрів. Для того, щоб на ньому торгувати, необхідно оплатити 5 гривень, якщо продавати свої роботи без обладнаного місця. Оренда приміщення коштує від 120 до 800 гривень. Ціна змінюється в залежності від місця розташування та площі приміщення. На базарі є 29 підприємців, які орендують приміщення для торгівлі на ринку на постійній основі. Їхні торгові точки — це, по-суті, маленькі магазинчики. Ще кілька десятків підприємців торгують із палаток та розкладних столів. І кілька сотень майстринь-вишивальниць торгують прямо з рук. Коломийський нічний базар вишиванок — це, насамперед, кілька тисяч українських жінок бджілок-трудівниць, що вручну голкою та ниткою створюють чудеса на полотні. Для переважної більшості — це нелегкий заробіток на кусень хліба. Необхідно вкласти матеріал, нитки, багато праці і що найголовніше — зуміти продати. Конкуренція вишивальниць і створила традицію низьких цін на ручну роботу. Але одночасно вона створила і гуртового покупця, який не просто купує вишивку, а купує її багато. З появою стабільного попиту у вигляді гуртових покупців на базарі з'явилась машинна вишивка і частка її неухильно зростає. Проте  конкуренція в цьому сегменті висока — тому, переважно, ця вишивка високої якості і дуже гарна.
Особливістю є те, що ринок працює з другої години ночі до 8-9 ранку. Жартівлива версія, чому саме працює вночі — тому, що податкова спить. Більш реалістична версія пояснює нічний режим тим, що на початках для переважної більшості учасників це було додаткове заняття і вони не могли виділити на нього свого денного часу. В пошуках причин нічної роботи ринку, крім талантів та традицій місцевого жіноцтва до рукоділля, треба врахувати їхню фантастичну працелюбність. Можливо, вплинуло географічне розташування. Адже, більшість гуртових ринків сільськогосподарської продукції в сусідній Польщі теж працюють в нічному режимі. Все змінюється. В Україні вже третій рік йде страшна війна. Але ринок все одно працює. Вже не зовсім вночі. Діють приписи військової адміністрації. На час грудня 2024 року української вишиванки в Коломиї працює із шостої години ранку.

## Унікальність ринку
На Коломийському ринку вишиванок можна придбати вишиванку з рук справжніх майстринь-вишивальниць. Для яких ручна праця — основний заробіток, а для покупців — можливість отримати унікальну річ. Багато хто приїжджає лише для того, щоб особисто познайомитись з майстринями та замовити ексклюзивний виріб. Тут можна придбати весільні рушники, стильні вишиті сорочки, блузки, сукні, модні сукні з вишитими елементами, українські національні костюми та строї, красивий вишиваний дитячий одяг, а також тканини, нитки, бісер. В особливій пошані — ручна робота. Є тут вишивка, яка пущена на потік. Це в основному — машинна.
|  | Два кольори мої, два кольори, Оба на полотні, в душі моїй оба, Два кольори мої, два кольори: Червоне — то любов, а чорне — то журба… |

Пісня на слова Дмитра Павличка відома кожному коломиянину з дитинства. Поет, уродженець цих країв, описує традиційну українську вишиванку, яка здавна виконувалась у двох кольорах — червоному та чорному — характерними для нашого краю. Це найпоширеніші кольори в українській вишиванці, що асоціюються з радощами та печалями.

## Музеї
- Національний музей народного мистецтва Гуцульщини та Покуття;
- Музей писанки;
- Музей історії міста Коломиї.

## Міжміський транспорт
Дістатись до Коломиї можна з допомогою залізниці через Івано-Франківськ (віддаль 65 км), Львів (200 км), Чернівці (80 км) чи Тернопіль (190 км), а звідти вже є непогане автобусне сполучення. Проходять через Коломию кілька пасажирських потягів та кілька дизелів місцевого сполучення. http://www.uz.gov.ua/passengers/timetable/?station=23030&by_station=1 [Архівовано 13 січня 2017 у Wayback Machine.]
Люди, що живуть поблизу базару охоче приймають на ночівлю гостей, щоправда за символічну плату. Також в Коломиї є широка сітка готелів та приватних садиб, де можна переночувати та відпочити. (http://kolist.if.ua/Переночувати-Коломиї).